# Yaps and Yokels
Yaps and Yokels é um curta-metragem mudo norte-americano de 1919, do gênero comédia, dirigido por Noel M. Smith e estrelado por Oliver Hardy.

## Elenco
- Jimmy Aubrey - James

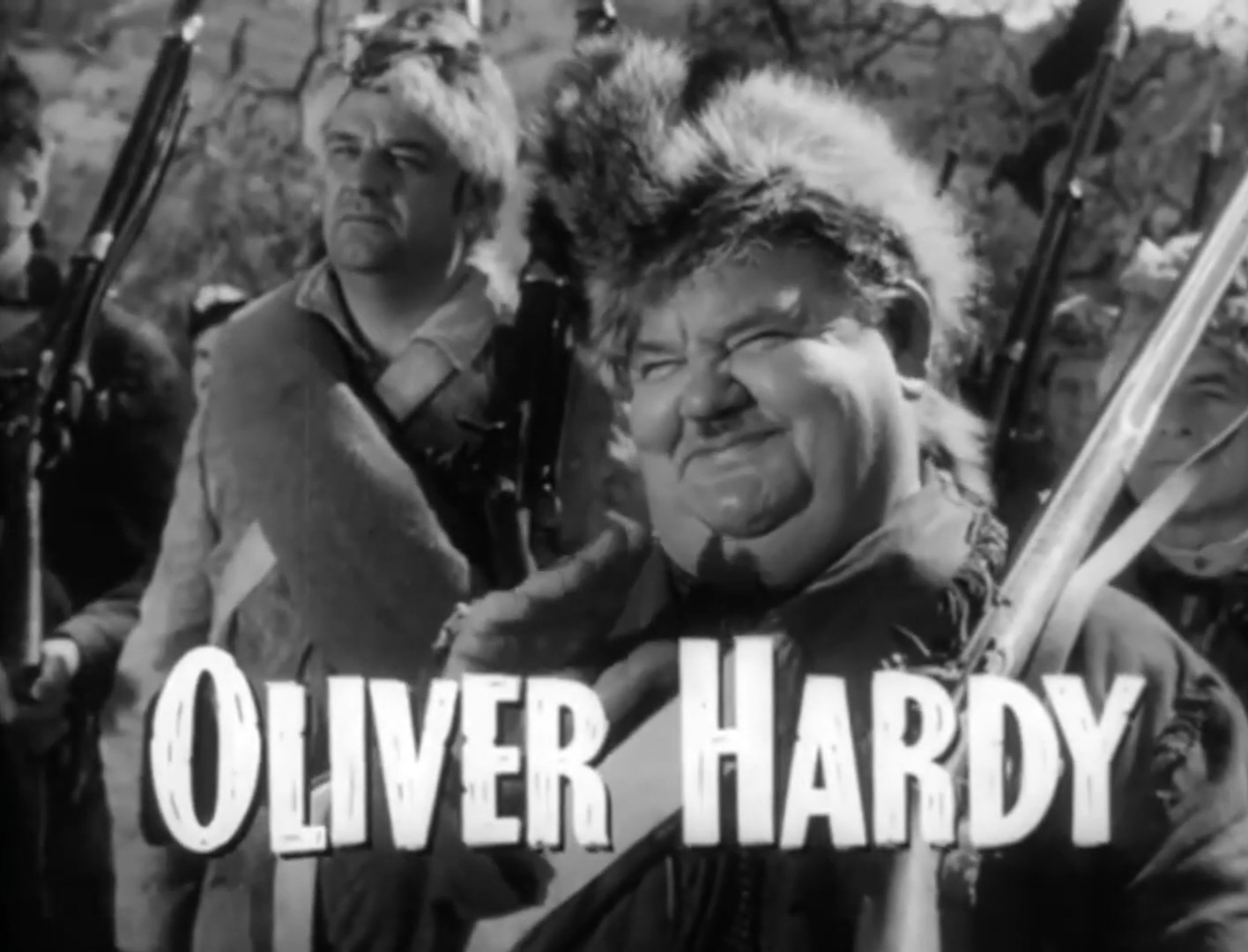
Oliver Hardy

- Oliver Hardy - O empregado (como Babe Hardy)
- Richard Smith - Pai (como Dick Smith)